# Mistrzostwa Polski w Boksie 1961
32. Mistrzostwa Polski w boksie mężczyzn odbyły się w dniach 18-23 kwietnia 1961 roku we Wrocławiu.

## Medaliści
| Kategoria:                        | Złoto:                                      | Srebro:                                | Brąz:                                                                           |
| waga musza (do 51 kg)             | Zbigniew Olech (Gwardia Wrocław)            | Jan Brodowiak (ŁTS Łabędy)             | Jerzy Głuszek (Legia Warszawa) Artur Olech (Gwardia Wrocław)                    |
| waga kogucia (do 54 kg)           | Teofil Kowalski (Wisła Kraków)              | Stanisław Dzienis (Polonia Białystok)  | Brunon Bendig (Gedania Gdańsk) Kazimierz Rzeźnikiewicz (Legia Warszawa)         |
| waga piórkowa (do 57 kg)          | Jerzy Adamski (Astoria Bydgoszcz)           | Jarosław Kulesza (Wybrzeże Gdańsk)     | Piotr Gutman (ŁTS Łabędy) Zygmunt Zawadzki Zawisza Bydgoszcz)                   |
| waga lekka (do 60 kg)             | Antoni Dąsal (Gwardia Wrocław)              | Jan Szczepański (Legia Warszawa)       | Władysław Kaim (Wisła Kraków) Stanisław Szado (Stal Stalowa Wola)               |
| waga lekkopółśrednia (do 63,5 kg) | Jerzy Kulej (Gwardia Warszawa)              | Henryk Wojciechowski (Wybrzeże Gdańsk) | Marian Kasprzyk (BBTS Bielsko-Biała) Józef Piński (Pogoń Szczecin)              |
| waga półśrednia (do 67 kg)        | Leszek Drogosz (Błękitni Kielce)            | Józef Knut (Gedania Gdańsk)            | Waldemar Maliszewski (Jagiellonia Białystok) Stanisław Ufir (Zawisza Bydgoszcz) |
| waga lekkośrednia (do 71 kg)      | Hubert Kucznierz (Carbo Gliwice)            | Bogdan Misiak (Stal Stalowa Wola)      | Maciej Stańczykowski (Gwardia Łódź) Zbigniew Szymaniak (Gwardia Warszawa)       |
| waga średnia (do 75 kg)           | Tadeusz Walasek (Gwardia Warszawa)          | Edmund Dampc (Legia Warszawa)          | Andrzej Domińczuk (Gwardia Wrocław) Józef Sidorowicz (Pogoń Szczecin)           |
| waga półciężka (do 81 kg)         | Zbigniew Pietrzykowski (BBTS Bielsko-Biała) | Zdzisław Józefowicz (Gwardia Łódź)     | Tadeusz Kubacki (Gwardia Łódź) Henryk Serwan (Stal Stalowa Wola)                |
| waga ciężka (powyżej 81 kg)       | Władysław Jędrzejewski (ŁTS Łabędy)         | Tadeusz Branicki (Legia Warszawa)      | Włodzimierz Biel (Hutnik Nowa Huta) Klemens Małkiewicz (Carbo Gliwice)          |